# Rizah Štetić
Rizah Štetić (Brčko, 11. listopada 1908. – Sarajevo, 26. lipnja 1974.), bosanskohercegovački je slikar i grafičar bošnjačkog podrijetla.

## Životopis
Riha Štetić je rođen u Brčkom, 11. listopada 1908. godine. Od 1916. do 1924. godine pohađao je osnovnu i nižu gimnaziju (gimnaziju zajedno s Ismetom Mujezinovićem, koji ga je prema vlastitim riječima "zarazio" slikanjem) u Brčkom. Godine 1928. upisao se na Kraljevsku akademiju na umjetnost i obrt u Zagrebu, gdje je diplomirao 1932. godine. Godine 1946. godine studijski boravi u Pragu na Akademiji primijenjenih umjetnosti, 1955. u Parizu, 1965. godine studijski boravi u Belgiji i Nizozemskoj.
Godine 1946. godine imenovan je za ravnatelja Državne škole za umjetne zanate u Sarajevu, na kojoj funkciji ostaje do 1950. godine. Te godine je premješten za profesora slikarstva u Državnoj školi za likovnu umjetnost, gdje predaje do 1957. godine. Bio je predsjednik Udruge likovnih umjetnika Bosne i Hercegovine (ULUBiH) od 1954. do 1955. godine. Od 1957. godine do umirovljenja 1972. godine bio je ravnatelj Srednje škole za primijenjenu umjetnost u Sarajevu. 
Umro je 26. lipnja 1974. godine u Sarajevu. Štetićeva djela se nalaze u stalnoj postavci Umjetničke galerije Bosne i Hercegovine u Sarajevu kao dio kulturne baštine Bosne i Hercegovine. Od 1975. do 1992. u Brčkom se galerija zvala Umjetnička galerija "Rizah Štetić". Danas se u Brčkom i Sarajevu ulice zovu njegovim imenom.

## Djela
Godine 1940. godine Rizah Štetić izdaje svoju jedinu grafičku mapu linoreza "Bosna" u Slavonskom Brodu. Poslije izlaska ove mape Štetić je iz svog programa gotovo isključio grafički izraz. U svojim grafičkim listovima predstavlja obespravljene slojeve društva, nejake starce koji obavljaju teške poslove, iskrivljenih i od tereta deformisanih tijela, izobličena lica prosjaka, djece, njihovu bol i patnju. 
Štetić je u bosanskohercegovačkoj povijesti umjetnosti ostao ponajviše obilježen kao slikar pejzaža, snažnog kolorita. Kroz mnogobrojne pejzaže, pretežno bosanke predjele, mrtve prirode i poneke portrete Štetićev slikarski opus je utemeljen na realističkoj školi europskih umjetnosti dodajući im oznake zavičajne i vlastite umjetnosti.
Štetić je radio i zidnu dekoraciju u kapelama sarajevskog groblja Bare i mozaičku dekoraciju u fontani Partizanskog spomen-groblja u Brčkom.

## Izložbe
Izdvojena kronologija samostalnih i kolektivnih izložbi:
- 1932. - prva samostalna izložba, Brčko
- 1933. – izlaže s Antom Abramovićem, Brčko
- 1936-1938. – izlaže na nekoliko kolektivnih izložbi u Beogradu
- 1939. – samostalna izložba u Slavonskom Brodu
- 1940. - izlaže s Antom Abramovićem, Slavonski Brod
- 1940. – sudjeluje na izložbi "Naše selo" koju priređuje Collegium Artisticum, Sarajevo
- 1953. – učestvuje na izložbi "Pola vijeka jugoslavenskog slikarstva", Zagreb, Ljubljana, Beograd
- 1955. – prva samostalna izložba u Sarajevu u Umjetničkom paviljonu.
- 1960. – druga samostalna izložba u Sarajevu
- 1961. – samostalne izložbe u Maglaju, Doboju, Zenici
- 1963. - samostalna izložba, Brčko
- 1964. - samostalna izložba, Tuzla
- 1965. - samostalna izložba, Sarajevo
- 1968. - samostalna izložba, Brčko
- 1969. - samostalna izložba, Zenica

## Nagrade
- 1948-1949. – Republička nagradu za slikarstvo
- 1960. – Orden rada II stupnja
- 1965. – Plaketa grada Sarajeva
- 1965. – 27. Srpanjsku nagradu SRBiH
- 1965. – Orden zasluga za narod sa srebrnim zrakama

## Vanjske povezice
- Rizah Štetić "Mala retrospektiva" - Gradska galerija Bihać

]